# Sidi Ali Arlat
Sidi Ali Arlat (+1398) fou un amir i valí de la tribu mongola dels arlat, que en temps de Tamerlà governava Shaki (Azerbaidjan) i la seva regió. Els mongols dominaven la regió des de vers 1230 però no esta documentat quan van posseir el territori els arlat. El títol de Sidi Ali com a senyor de Shaki era wali.
L'octubre del 1394 forces timúrides procedents de Tiflis van arribar a Shaki i van acampar a la seva plana. Es va enviar als amirs Jahan Xah Bahadur i Hajji Saif al-Din Barles a saquejar les terres d'un príncep georgià veí anomenat Bertaz. L'amir Xaikh Nur al-Din, fill de Sarbugha va anar cap a unes muntanyes anomenades el Kuhistan de Geòrgia que va atacar,; el príncep de Shaki, Sidi Ali Arlat, va fugir abandonant el territori a mans de Nur al-Din, sense oposició; les cases foren destruïdes i el país devastat i saquejat tornant després Nur al-Din al campament imperial. A la sortida dels timúrides, Sidi Ali va recuperar el país i va fer aliança amb el georgians (vers 1395) que també havien vist el seu país devastat.
Des de 1397 o 1398 els notables de Tabriz conspiraven contra el virrei de l'Azerbaidjan (del Takhi-i-Hulagu), Miran Xah. Aquest va retornar del seu atac a Bagdad i va fer executar als principals conspiradors; entre els sospitosos hi havia Sidi Ali Arlat (Shakli era una dependència del seu virregnat). Com que no el tenia a Tabriz per executar-lo, Miran Xah va fer una expedició a Shaki i va devastar el país. Literalment Yazdi situa l'expedició quan parla del 1399, però probablement va tenir lloc en realitat el 1398 i s'estigui referint al principi de la conspiració. El rei veí de Geòrgia, també dependent de Miran Shah, considerava que el príncep actuava injustament, i això combinat amb que Timur era a l'Índia portava a que era un bon moment per afluixar els llaços. La fortalesa d'Alanjik, prop de la moderna Naxçıvan, estava defensada per Tahir ibn Ahmad, fill del sultà jalayírida de Bagdad Ahmad ibn Uways, i assetjada per forces timúrides (en aquest moment manades per Sultan Sanjar, fill d'Hajji Saif al-Din); els assetjants havien construït una muralla exterior que rodejava Alanjik i impedia sortir i entrar a la fortalesa i Tahir estava a la vora de la rendició. En revenja per l'atac de Miran Xah a Shaki, Sidi Ali Arlat i el rei de Geòrgia, van enviar un contingent a l'Azerbaidjan, a terres properes a Alinjak, que van assolar, alleujant la situació de Tahir ja que Sanjar va haver d'aixecar el setge per combatre la incursió i després anar a Tabriz a retre comptes; en aquest moment els georgians van poder entrar a la fortalesa i reunir-se amb Tahir. Miran Xah i va enviar el seu fill Abu Bakr Mirza amb alguns amirs per impedir-ho però els georgians foren mes ràpids i van poder sortir amb Tahir, deixant al comandament a Hajji Salih i tres oficials (iznaurs) georgians. En la seva tornada a Geòrgia, el contingent es va trobar amb una part de l'exèrcit que venia de Tabriz que era notablement inferior i no va poder evitar la batalla. El príncep Abu Bakr en l'enfrontament, va matar d'una fletxa a Sidi Ali Arlat de Shaki, però tot i aquesta baixa els georgians van derrotar els enemics que es van haver de retirar; el mateix Abu Bakr es va salvar per la fugida.
A Sidi Ali el va succeir el seu fill Sidi Ahmad Arlat.